# Hajduk Veljko

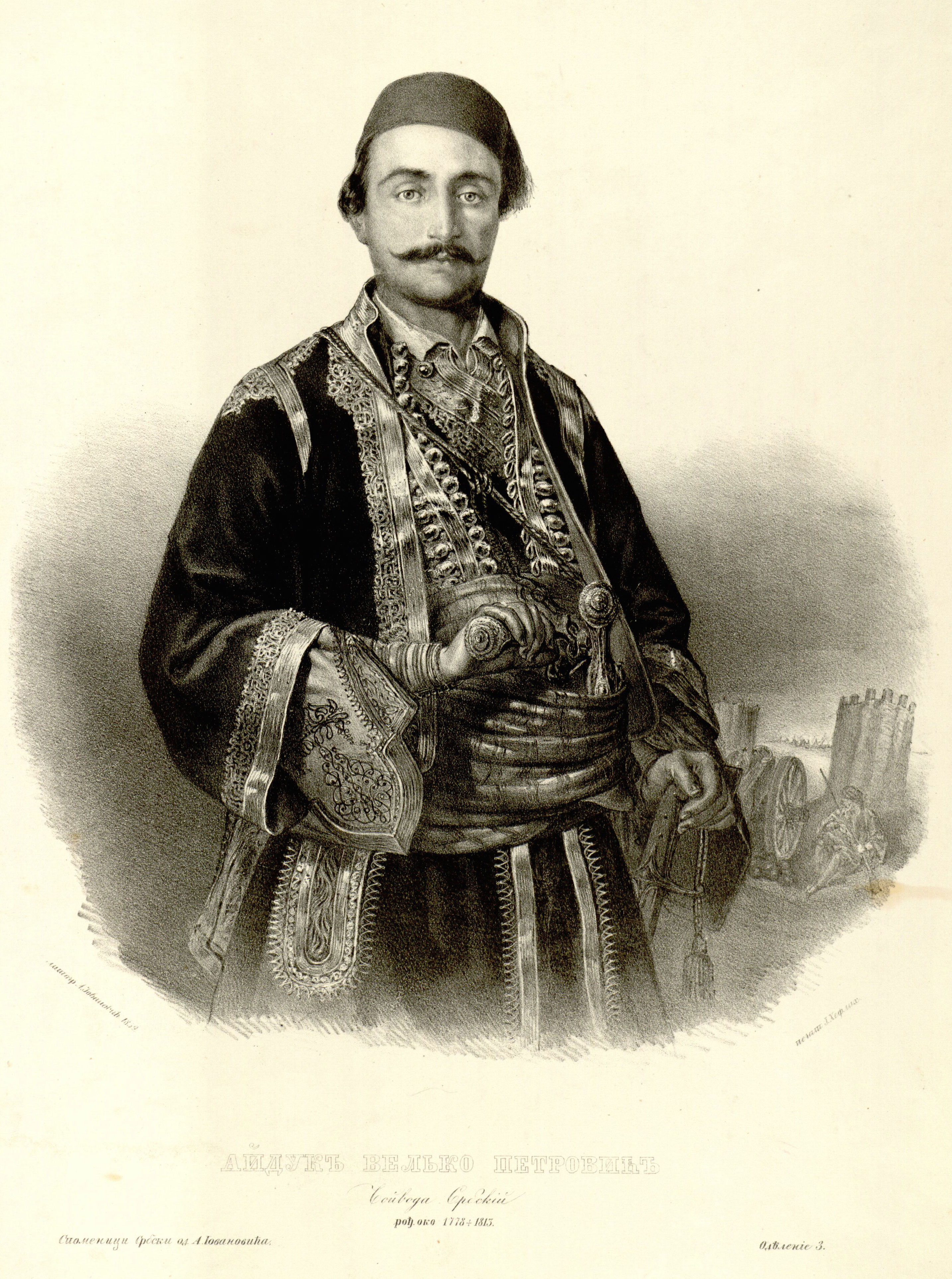
Hajduk Veljko

Hajduk Veljko Petrović (cyr. Хајдук Вељко Петровић) (ok. 1780–1813) – serbski Hajduk, prowadził pierwszy serbski bunt przeciwko Imperium Osmańskiemu.
Mąż Čučuk Stany.